# Panduri

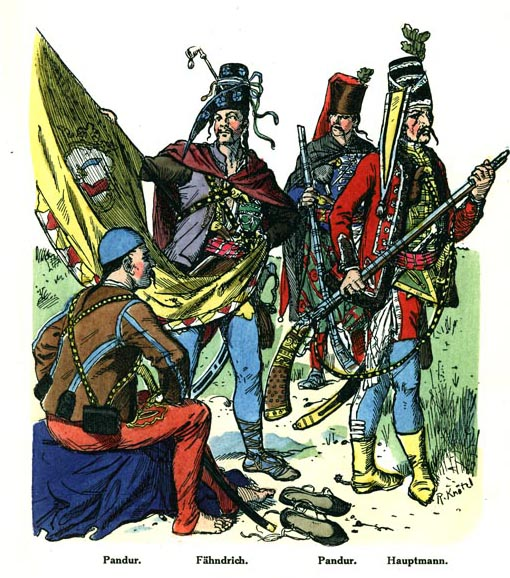
Panduri croați, în slujba Mariei Theresia (1742)

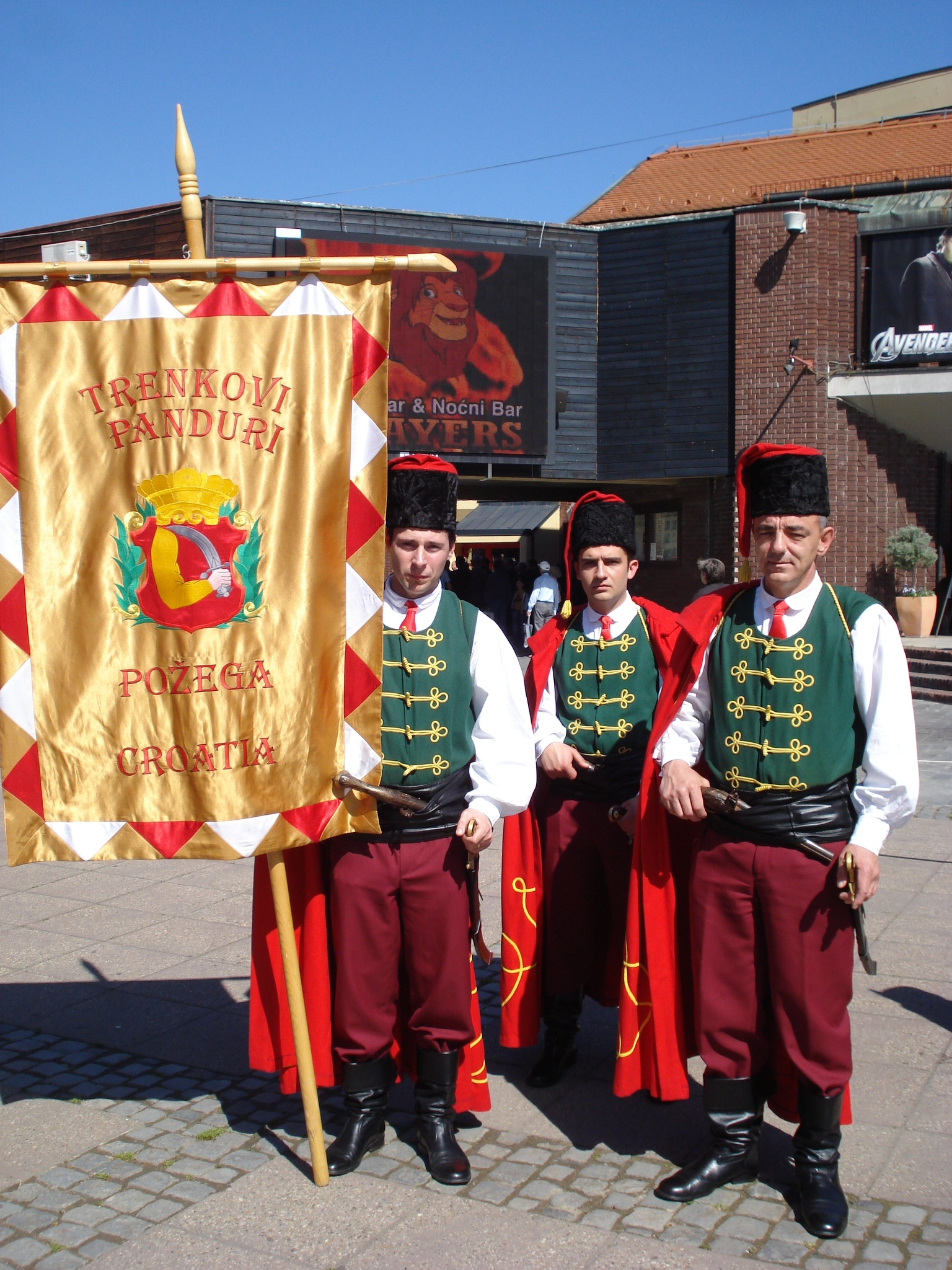
Panduri croați al Franz Trenck de Požega, Croația, prezent

 Pandurii (din croată panduri) au fost inițial trupe neregulate, al căror prim obiectiv era  purtarea unui război de gherilă și lupta în formații desfășurate. La origine, denumirea de panduri o aveau gărzile de corp înarmate ale nobililor croați din secolele XVII-XVIII, din regiunea Slavonia.
În secolul al XVIII-lea, după eliberarea Croației de sub ocupația otomană, au fost integrați în armata habsburgică și folosiți în luptele duse între 1740-1763 în Silezia și Bavaria.
Denumirea de panduri a fost extinsă la soldații români, maghiari și sârbi din armata imperială, care au apărat granița militară, frontiera de sud a Imperiului Habsburgic, împotriva Imperiului Otoman. În perioada stăpânirii austriece asupra Olteniei, ca răspuns față de răspândirea haiduciei, autoritățile au încercat să recruteze unii din acești haiduci ca panduri pentru menținerea ordinii publice. Noțiunea s-a păstrat și fără controlul imperial după retrocedarea Olteniei în 1739; astfel, în 1821, Tudor Vladimirescu, liderul unei astfel de grupări paramilitare, denumită panduri, a declanșat Revoluția de la 1821 concomitentă cu războiul grec de independență.

## În cultura populară
Filmului „Panduresc” (1945),este un film documentar care  cuprinde  evenimente militare din august 1944, filmate de reporterii care au însoțit trupele pe front.